# تاتسو یامادا
تاتسو یامادا (به ژاپنی: 山田 辰夫) (زادهٔ ۱۰ ژانویهٔ ۱۹۵۶ – درگذشتهٔ ۲۶ ژوئیهٔ ۲۰۰۹) هنرپیشهٔ اهل ژاپن بود.